# Gueuze
Gueuze (holandský geuze, francouzsky gueuze) je perlivé pivo pocházející z Belgie.

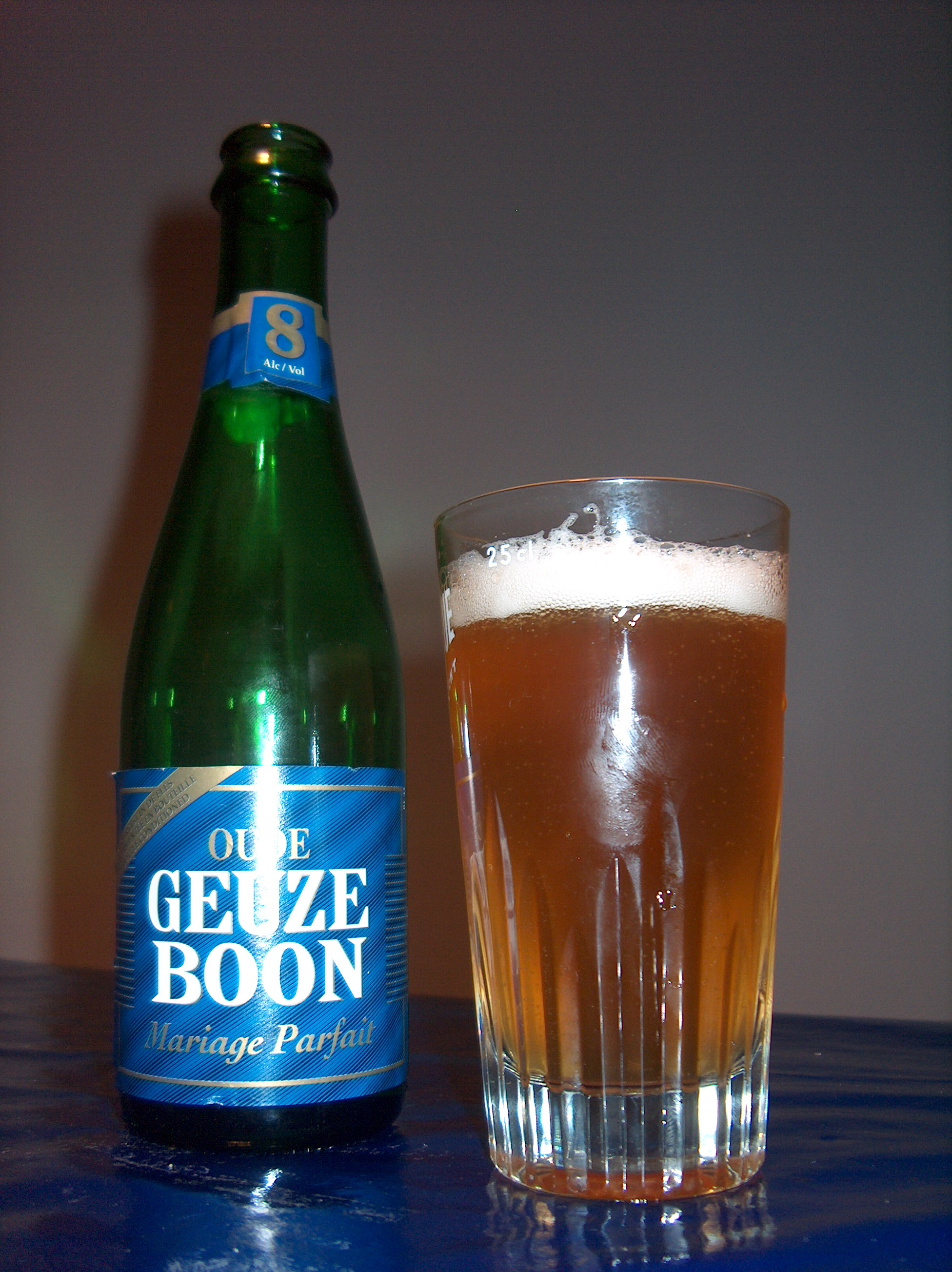
Třetinka typu Geuze (Boon, Mariage Parfait)

## Výroba a zrání
Vyrábí se mísením mladého ročního a starého tříročního Lambicu s druhým kvašením v lahvi. Pivní lahve se následně nechají dlouhé měsíce kvasit ve sklepích. Gueuze má typickou zlatavou barvu, jemně perlivou a zároveň nakyslou chuť s lehkým nádechem třešní. Pivo Gueuze můžeme skladovat i několik let. Při delší době zrání, zde stejně jako u vína, dochází k výrazné změně v chuti. Gueuze je díky své perlivosti a době zrání podobný perlivým vínům šampaňského typu. Díky jeho perlivosti se nejčastěji servíruje v úzké sklenici, která připomíná spíše šampusku. Obsah alkoholu se pohybuje mezi 4 – 6 %. Pokud se u druhého kvašení přidají do piva višně, vznikne styl piv Kriek.

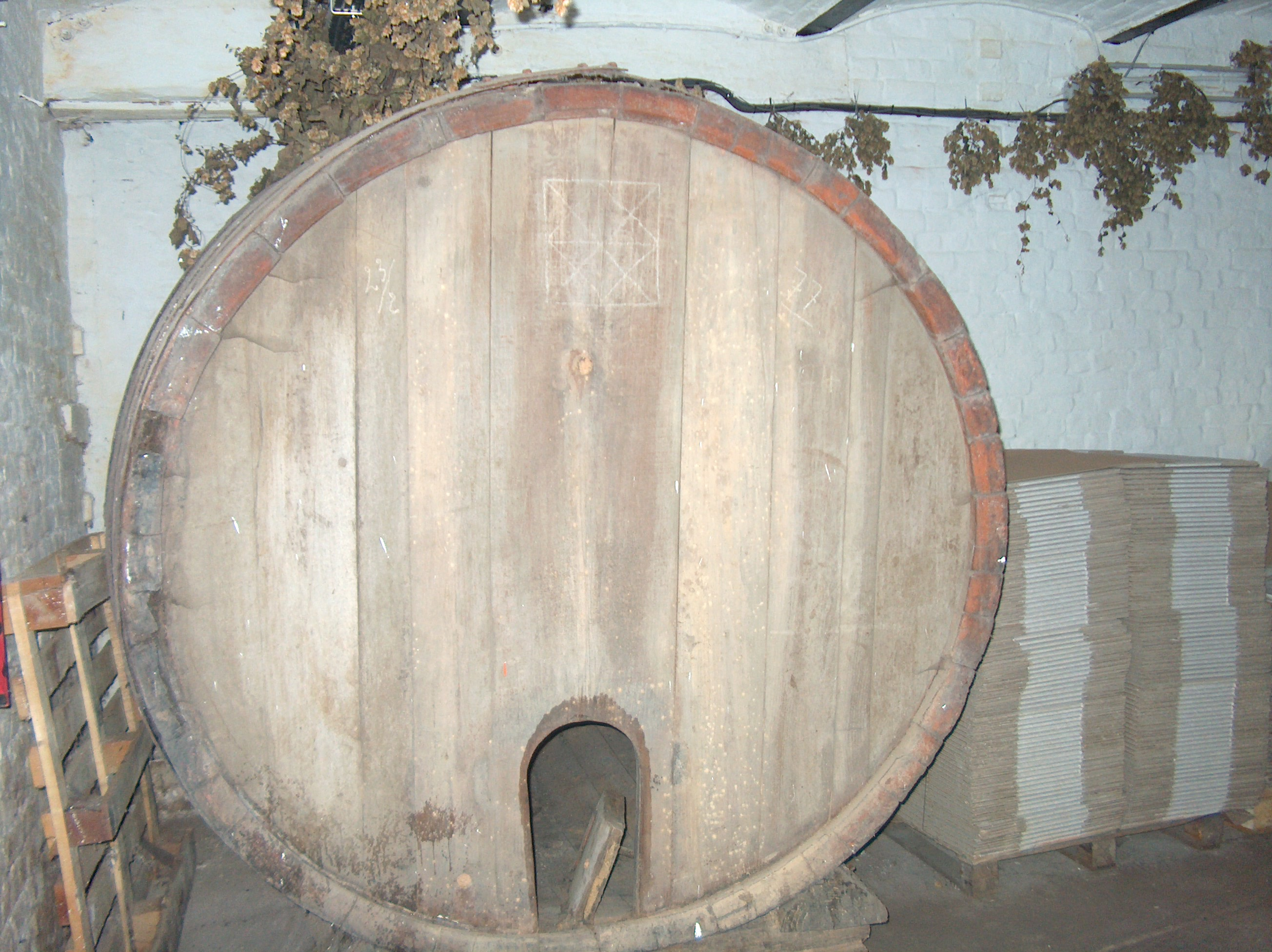
Sud sloužící k míchání mladého a starého Lambicu

## Pivovary produkující Gueuze
Komerční výroba gueuze začala v 19. století.
| - 3 Fonteinen - Boon - Belle-Vue - Cantillon - De Cam - Girardin - Hanssens | - Lindemans - Mort Subite - Oud Beersel - De Troch - Tilquin - Timmermans |

Gueuze i lambic jsou od roku 1965 chráněny belgickým zákonem.